# مضلع مركب

مضلع مركب يقطع نفسه.

المضلع المركب هو مضلع متقاطع ذاتياً؛ يوجد فيه ضلعٌ يقطعُ ضلعاً آخرَ فيهِ.

مضلع بسيط محدب